# 國語字書法

VNI書法字體

國語字書法（越南语：／）或稱越字書法（越南语：／）是運用越南傳統的毛筆書寫方式，書寫越南語字母“國語字”的藝術。由於國語字的橫排書寫有別於朝鮮諺文、日本假名與漢字混排的書寫方式，因此書寫技巧與其他書法完全不同，有時需要做出特殊變化。

## 歷史
這種首先由詩人東湖（原名林進璞）所倡，他是一個有才華的寫手，熱愛傳統漢字書法的同時通曉英語，這使得他開始嘗試用毛筆和墨水書寫拉丁字母，包括拉丁化的越南國語字，獲得成功。
20世紀末，越南書法運動大興，書法俱樂部的建立遍布南方各省，21世紀以來又擴展到北方，書法藝術蓬勃發展。在信息化方面，也陸續出現了模仿手書筆跡的書法字體。

## 漢字化

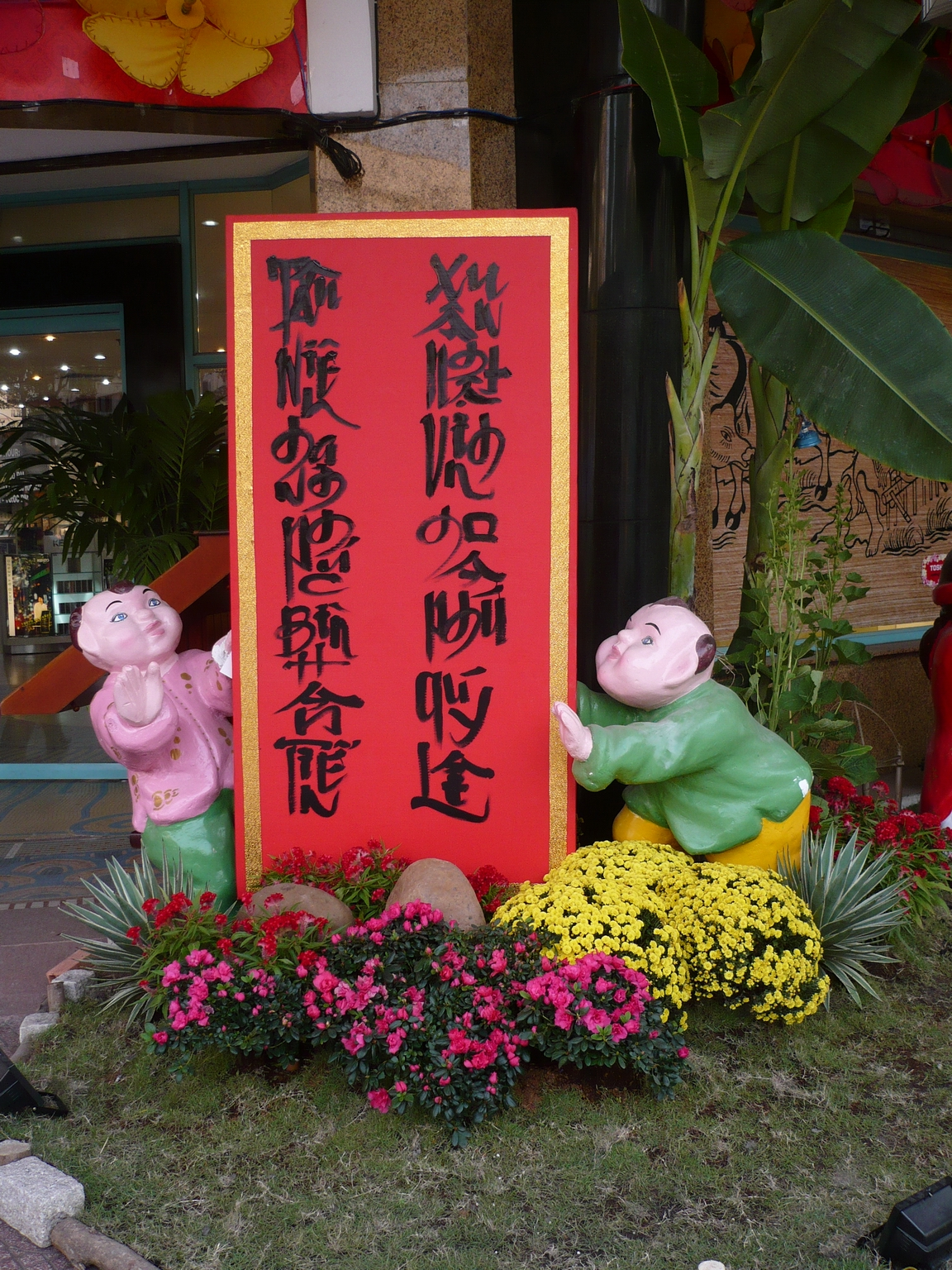
位於阮惠大路花卉展覽會中的國語字書法：
Tân niên hạnh phúc bình an tiến（新年幸福平安進）
Xuân nhật vinh hoa phú quý lai（春日榮華富貴來）

由於國語字長度參差不齊，在某些特定場合（如對聯）不便使用，而書寫漢字又造成識別上的不便，於是又出現了漢字化的國語字書法。這種書法模仿方塊字，將幾個字母由左至右、由上至下嵌入一個方塊，頗與朝鮮訓民正音類似。为了藝術需要，幾個字母會有變體，如「h」會變作類似「の」的形狀。
漢字化的國語字書法與中國當代藝術家徐冰的新英文書法有異曲同工之處。

## 參閱
- 新英文書法
- 東亞書法
- 縱書與橫書
- 手寫體

## 外部連結
- Viện Từ điển học và Bách khoa thư Việt Nam （页面存档备份，存于）